# Zadnja vas
Zadnja vas je naselje v Občini Radovljica.